# A12 (België)
De A12 is een incomplete Belgische autosnelweg van Brussel via Boom en Antwerpen tot de Nederlandse grens bij Bergen op Zoom.

## Traject
De weg vertrekt van de Nederlandse grens nabij Zandvliet naar het zuiden. Tussen Zandvliet en Stabroek (een zestal kilometer) loopt goederenspoorlijn 11 over de middenberm van de autosnelweg. Vanaf knooppunt Antwerpen-Noord loopt de route van de A12 samen met die van de A1 en iets verderop sluit de A12 aan op de ring R1. Aan knooppunt Antwerpen-Zuid verlaat de A12 de Antwerpse ring en gaat door de Bevrijdingstunnel naar het 1,3 kilometer lange viaduct van Wilrijk richting Boom en Brussel. Voor verkeer vanuit Gent is er een aparte verbinding tussen de R1 en de A12 richting Boom: de A112 via de Jan De Vostunnel. Tussen Wilrijk en Schelle is de A12 een expresweg met gelijkvloerse kruispunten, van Schelle tot Breendonk is het weer een autosnelweg. In Boom loopt de A12 in een open sleuf en even verder gaat de weg door de Rupeltunnel. Tussen Breendonk en Londerzeel telt de A12 weer gelijkvloerse kruispunten, en verder, tot in Brussel, is de A12 wederom autosnelweg.
Op het traject Antwerpen - Bergen-op-Zoom sluit de nummering van de afritten aan bij die van de R2 : op de R2 is afrit nr. 13 (Kanaaldok) de laatste afrit voor knooppunt Antwerpen-Haven en op de A12 is afrit nr. 14 (Hoevenen) de eerste afrit na dat knooppunt.

## Geschiedenis

### Noordelijke deel: Havenweg
Vanaf het autosnelwegenprogramma van 1960 werd een weg ten noorden van Antwerpen in de richting van Bergen op Zoom gepland. Het oorspronkelijke idee was om de A12 ten noorden van Antwerpen dichter bij de N11 aan te leggen, ten oosten van Stabroek: de zogeheten 'Zoomse weg'. Onder andere wegens de druk van natuurverenigingen, die ijverden voor het behoud van enkele polders, werd gekozen voor een westelijker tracé voor de A12 en voor de Nederlandse A58 die hierop zou aansluiten. De Belgische overheid koppelde hierbij twee geplande tracés aan elkaar: het zuidelijke gedeelte van de geplande 'Zoomse weg' en de 'havenweg' die ten westen van Stabroek zou lopen. Dit resulteerde echter in een scherpe bocht bij Leugenberg, die pas in de 21e eeuw aangepast zou worden.

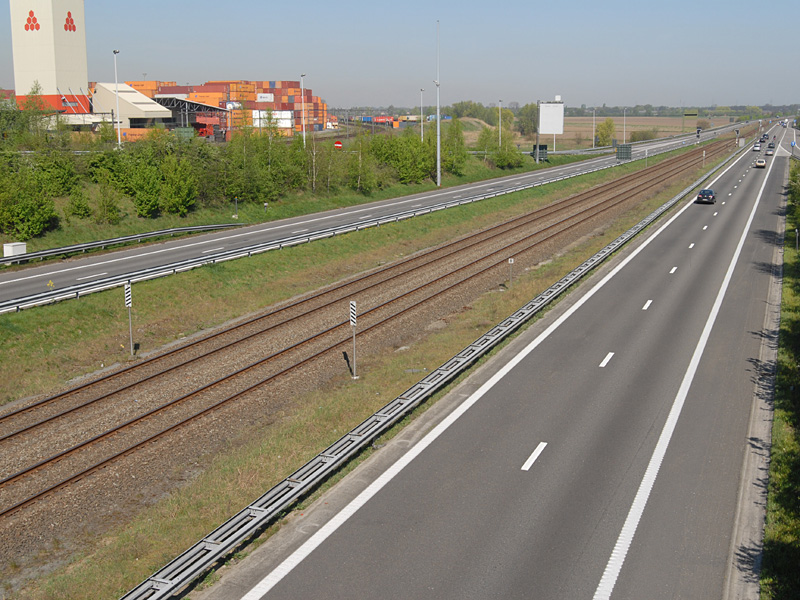
Spoorlijn 11 op de middenberm van de A12

Het zuidelijke deel (van knooppunt Antwerpen-Noord tot Ekeren) werd opengesteld in 1970, het traject tussen Leugenberg en knooppunt Antwerpen-Haven werd in de jaren 1970 eerst aangelegd als expresweg, met een rotonde bij Antwerpen-Haven. Op 4 maart 1993 werd de A12 verlengd tot de Nederlandse grens, hierbij werd het knooppunt Antwerpen-Haven omgebouwd van een rotonde naar een trompetknooppunt. De spoorlijn op de middenberm werd geopend in 1995. Het expresweg-gedeelte van Leugenberg tot knooppunt Antwerpen-Haven, met verschillende gelijkvloerse kruisingen en de bocht van Leugenberg, werd pas na 2000 omgebouwd tot volwaardige autosnelweg.

### Zuidelijke deel: Brussel - Antwerpen

#### Voorgeschiedenis
Op 22 september 1763 wordt het project voor een steenweg tussen Antwerpen en Boom goedgekeurd door Oostenrijks keizerin Maria-Theresia. Toen een ongeveer tien jaar later de Ferrariskaarten werden opgemaakt, was de weg al aangelegd. Deze Boomsesteenweg vertrok in de buurt van het Zuidkasteel in Antwerpen en ging dan via het huidige tracé van de Boomsesteenweg, ten westen van de Jan de Voslei, zuidwaarts. Tussen de kruisingen met de Cyriel Buyssestraat in Antwerpen en de Molenstraat in Boom kwam dit tracé volledig overeen met de huidige A12. De weg eindigde in Boom in de huidige Antwerpsestraat.
In de Brusselse noordrand werd in 1895 door toedoen van koning Leopold II een nieuwe weg aangelegd, de Meiselaan tussen Laken en Meise. Deze 'Koninklijke As' moest een prestigieuze verbinding worden tussen het Kasteel van Laken en het kasteel van Bouchout. Deze weg werd slechts gerealiseerd tot aan de grens met Strombeek-Bever, ter hoogte van de Dry-Pikkel (Boechoutlaan nr. 245) en is thans nog terug te vinden als middenberm van de A12.

#### Aanleg van de autoweg
In de jaren 1930 werd de latere A12 als een echte 'autoweg' aangelegd van Brussel naar Boom, waar deze rechtstreeks verderging op de bestaande steenweg naar Antwerpen. De weg moest als alternatief dienen voor de oude steenweg N1, die Brussel via Mechelen met Antwerpen verbond. De plannen voor een zogeheten "Boulevard" van Brussel naar Antwerpen dateerden al van voor de Eerste Wereldoorlog, maar de werken werden door die oorlog een hele tijd uitgesteld. Wel werd al bij de bouw van het kanaal Brussel-Rupel in 1914 een brug gebouwd voor en vernoemd naar de toen al geplande "Boulevard" van Brussel naar Antwerpen. In de jaren 1930 maakte de aanleg van de weg deel uit van het Plan de Man, net als bijvoorbeeld het eerste deel van de latere A10/E40 tussen Aalter en Jabbeke. In dit tijdperk, enkele decennia voor de komst van echte autosnelwegen, werd de weg aangelegd als een bijzonder grote rijksweg met gelijkvloerse kruisingen.
Het eerste deel van de nieuwe weg betrof een verlenging van de weg van Meise tot de huidige N211 in Wolvertem via de Nieuwelaan. Dit deel van de weg werd reeds afgewerkt voor 1930. De rest van de weg werd pas aangelegd na 1930 en was een stuk breder dan de Nieuwelaan. Vanaf Wolvertem liep de route van de nieuwe rijksweg verder via het traject van de huidige Wilgenlaan om tussen Wolvertem en Londerzeel pal noord te gaan. In het noorden van de gemeente werd bij de aanleg in 1937 een deel van het parkbos van het Kasteel van Leefdaal doorsneden. Ten noorden van Willebroek werd via de reeds gebouwde Boulevardbrug, een nieuwe brug over de Rupel en de Kolonel Silvertopstraat Boom bereikt. De bouw van de brug over de Rupel startte in 1937. Vanaf Boom werd de oude Oostenrijkse Boomsesteenweg gebruikt. In Antwerpen kon men de stad binnenrijden via de reeds eerder aangelegde Jan van Rijswijcklaan, de huidige N177, of via de oude Boomsesteenweg.

#### Geleidelijke opwaardering
In 1949 werd de autosnelweg Brussel - Boom - Antwerpen opgenomen in het eerste autosnelwegenprogramma voor België van directeur-generaal Hondermarcq.
Toch resulteerde dat niet meteen in de aanleg van de A12 als snelweg: rond 1950 werd wel ten noorden van Boom aan de oostzijde van de oude Boomsesteenweg een tweede rijweg aangelegd tussen de Wilgenstraat in Boom en de Terbekehofdreef in de gemeente Wilrijk en in 1953 werd een tweede brug over het kanaal Brussel-Rupel gebouwd, zodat de rijksweg op de passage door Boom en Wilrijk na over zijn gehele lengte beschikte over 2x2 rijstroken.

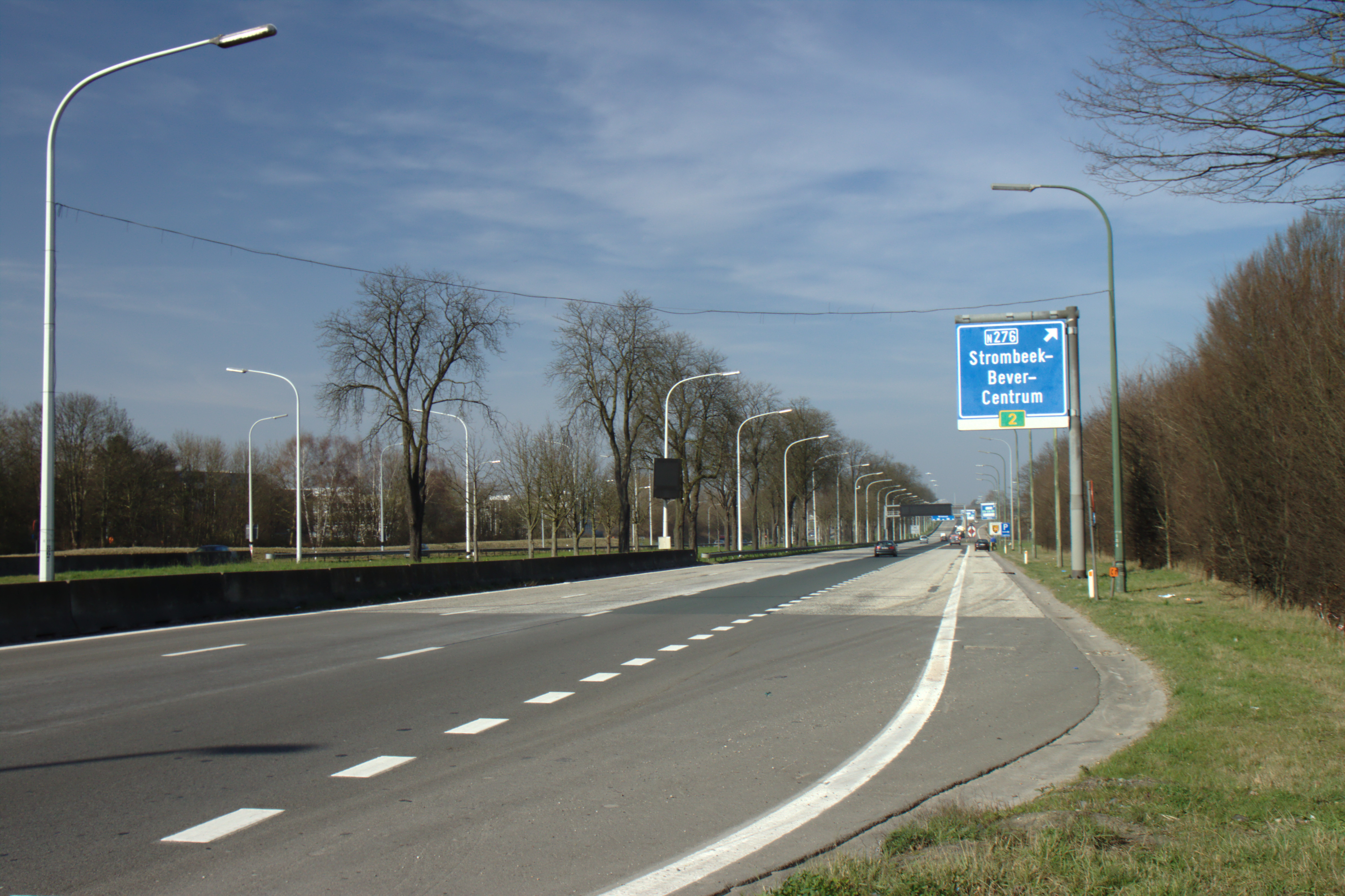
De A12 ter hoogte van Strombeek

In de tweede helft van de jaren 1950 werden in het Brusselse enkele grote wegenwerken uitgevoerd ter voorbereiding van Expo 58. Bij de 'Dikke Linde', aan de wijk De Wand/Mutsaard, werd er een grote rotonde aangelegd bij het begin van de latere A12. De centrale rijbaan werd hierbij vervangen door twee gescheiden rijbanen met breder profiel. In 1957 kreeg de A12 tussen de Brusselse Ring en Meise een meer oostelijk traject en in deze periode kreeg de A12 ook twee verkeerswisselaars: één bij de aansluiting van de N16 ten westen van Willebroek en één bij de kruising met de R0.
In de jaren 1960 werd de omleiding van de Nieuwelaan in Meise afgewerkt, zodat het laatste smalle stuk van het traject omzeild kon worden. Daarbij werd eveneens een derde ongelijkvloerse kruising gebouwd aan het kruispunt met de N211 (Meise/Wolvertem). Hoewel de A12 in het nieuwe autosnelwegenprogramma van 1960 niet meer de enige snelweg tussen Brussel en Antwerpen was (ook de A1 werd in het plan opgenomen), kon met verhoogde budgetten de A12 toch gevoelig worden verbreed. Ten zuiden van de spoorwegbrug in Willebroek kreeg de weg tweemaal drie rijstroken. Ondanks de grootschalige heraanleg bleven er echter nog veel oversteekplaatsen over de rijbanen (zonder verkeerslichten) en bleef het courant voor woningen en bedrijven om privé-aansluitingen te krijgen op de rijksweg.
In 1970 werd het viaduct van Wilrijk ingehuldigd, dat aan de zuidzijde aansloot op de 2x2-rijbaan bij Terbekehof. De Bevrijdingstunnel, die de A12 verbindt met de R1, werd opengesteld omstreeks 1978. In 1982 werd de Rupeltunnel, een brede tunnel onder de Rupel en het kanaal Brussel-Rupel, ingehuldigd en verdween dus de flessenhals bij Boom. Bovendien werd tegelijkertijd de A12 in een sleuf gelegd van Boom tot voor de kruising met de N171 in Aartselaar. Naast het viaduct werden op de begane grond wegen voor lokaal verkeer aangelegd. Deze parallelwegen, met hun lang aaneengesloten lint van baanwinkels, zouden de A12 in de Antwerpse regio sterk gaan typeren.

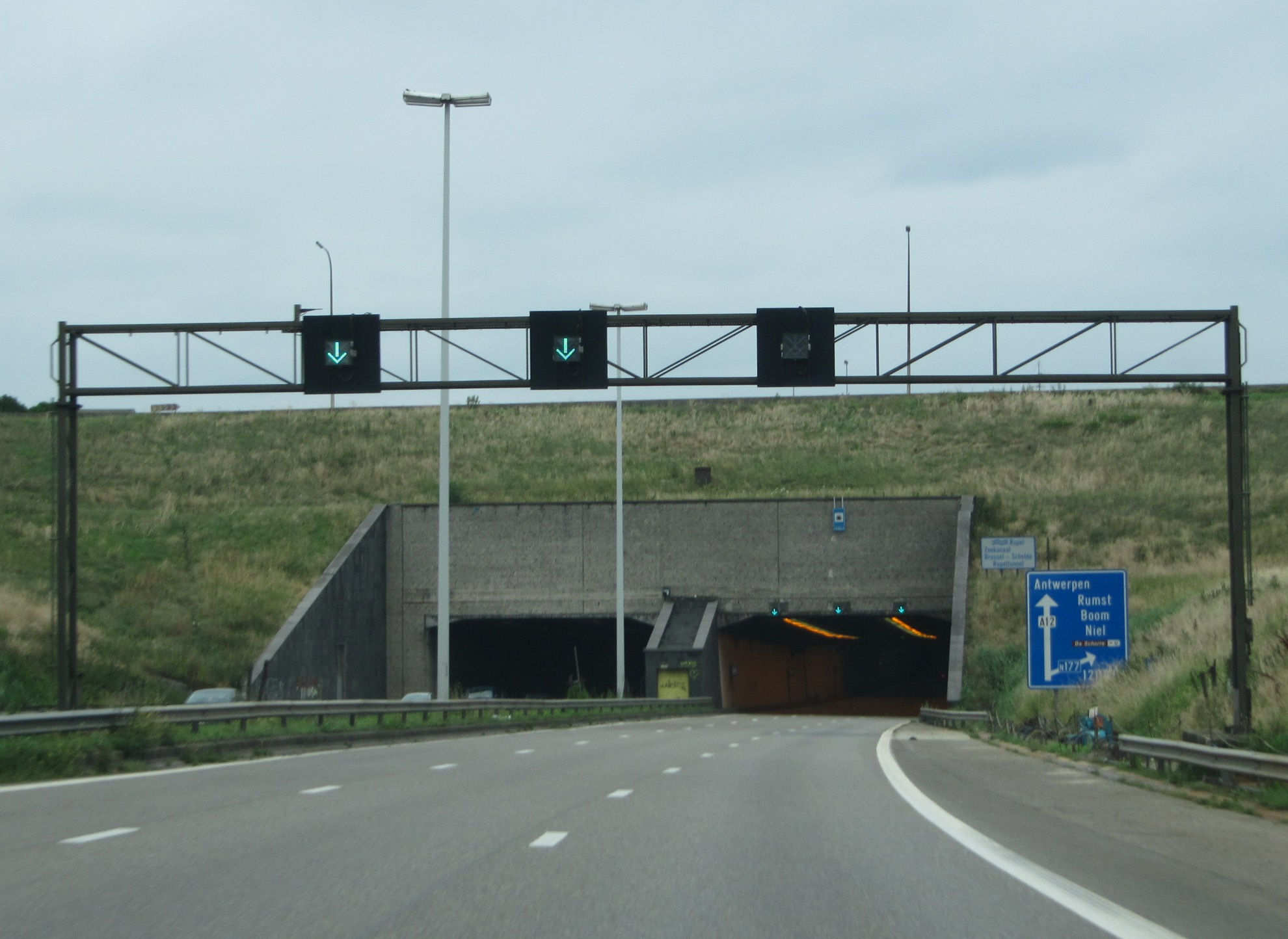
De Rupeltunnel werd geopend in 1982 na meer dan tien jaar bouwen

De A12 werd bij de laatste grote herzieningen van het autosnelwegenprogramma aan het einde van de jaren 1970 niet gedegradeerd tot expresweg en behield dus ook zijn A-nummer, in tegenstelling tot de A17 (N31 vanaf 1976) bij Brugge en de A24 (N74 vanaf 1977) in Limburg. In tegenstelling tot de A12 werd de N74 nochtans wél voor het grootste deel als autosnelweg aangelegd.
In de jaren 1990 werd de sleuf van Boom verlengd tot na de kruising met de N171 (Pierstraat), die bekend stond als het 'dodenkruispunt'. Ook de meeste kruisingen van de autoweg met lokale wegen en zonder verkeerslichten werden afgesloten, zoals die bij Nerom, Boskant en de Notenstraat. Toch bleven veel niet-kruisende op- of afritten behouden, zoals die bij Papenboskant, Boskant en de Peeterstraat.
Pas in 2016 werden de laatste gelijkvloerse kruisingen zonder verkeerslichten afgesloten, net als heel wat lokale op- en afritten met een heel korte (minder dan 100 meter) op- en afritstrook of waar de op- en afritstrook volledig ontbrak. Vaak waren deze afritten ook niet aangeduid, wat leidde tot zeer gevaarlijke situaties. Voor de opritten gold daarenboven dat ze een hoog risico op spookrijders inhielden. Er zijn echter nog steeds op meerdere plekken lokale op- en afritten aanwezig zonder op- en afritstroken.

#### Toekomst: ombouw tot autosnelweg?
Hoewel de autosnelweg Brussel - Boom - Antwerpen al werd opgenomen in het eerste autosnelwegenprogramma in 1949, ging de ombouw op het terrein zeer traag vooruit. In het Ruimtelijk Structuurplan Vlaanderen uit 1997 werd de A12 niet opgenomen als 'hoofdweg', maar slechts als 'primaire weg' (één categorie lager). Hierdoor is een uitbouw van de infrastructuur tot autosnelwegstandaard niet vereist, maar wel nog mogelijk. In de streefbeeldstudies voor de A12 op lange termijn wordt wel uitgegaan van het ongelijkvloers maken van alle kruisingen. De ontwerpsnelheid voor primaire wegen ligt op 100 km/h of minder.

### Brussel - Boom

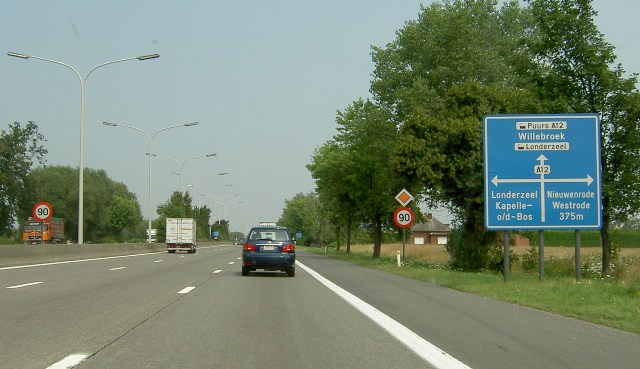
De A12 richting noorden, even voor het kruispunt 'Londerzeel-Zuid'

Het deel van de A12 tussen Willebroek en Meise telt twee kruispunten met verkeerslichten, verschillende erftoegangen en een aantal lokale op- en afritten. In de zomer van 2016 werden de meeste kleine op- en afritten in de gemeentes Meise en Londerzeel afgesloten. Over de op- en afritten in de gemeenten Kapelle-op-den-Bos (Notenstraat) en Willebroek (Peeterstraat) werd nog geen uitspraak gedaan.
De twee kruispunten met verkeerslichten, bij Westrode/Londerzeel en Breendonk, worden op termijn vervangen door een op- en afrittencomplex 'Londerzeel-Zuid' en een brug ter hoogte van het kruispunt nabij Breendonk. Deze werken zijn echter niet op korte termijn voorzien; in de plaats hiervan werd in 2009-2010 het schuine kruispunt ter hoogte van Westrode/Londerzeel vernieuwd, zodat het een veiligere loodrechte kruising is geworden. Voor de bouw van het Hollands complex bij Westrode is in 2013 wel al een milieueffectrapportage uitgevoerd.
Op lange termijn is het de bedoeling om de A12 tussen Wolvertem en Willebroek te versmallen tot tweemaal twee rijstroken, conform zijn functie als primaire weg type 1 (en niet hoofdweg). Momenteel vormt de spoorwegbrug in Willebroek, waar de A12 nu al beperkt is tot tweemaal twee rijstroken, het oudste (en smalste) deel van de A12.
Op 26 juni 2018 kondigde het Agentschap Wegen & Verkeer de aanleg van een sleuf aan voor het knooppunt Londerzeel-Zuid. Hiermee verdwijnt een zwart kruispunt waar vele ongevallen plaatsvinden. Voorlopig blijft enkel het stoplicht aan de brouwerij Duvel behouden, maar deze zou op termijn ook moeten verdwijnen. De aanleg is voorzien voor 2021.

### Antwerpen - Boom
Een volledige ombouw tot autosnelweg van het gedeelte in Wilrijk en Aartselaar, dat nu zes kruispunten telt met verkeerslichten, staat nog niet op het programma. Een streefbeeldstudie uit 2000 stelde een langetermijnvisie voor met een doortrekking van de sleuf van Boom tot in Antwerpen, waarbij ook het viaduct van Wilrijk zou verdwijnen. Knooppunten zouden onder andere bij de kruising met de verlengde N171 en de Kontichsesteenweg/Cleydaellaan komen. Vanwege de hoge kosten zijn er voorlopig echter geen concrete plannen in die zin. In 2010 werden de twee kruispunten in Wilrijk nog heringericht door de Vlaamse overheid.
Vier van de huidige kruispunten met verkeerslichten liggen op het grondgebied van de gemeente Aartselaar, die ijvert voor het ongelijkvloers maken van de kruispunten van de A12 met de Langlaarsesteenweg/Bist en de Kontichsesteenweg/Cleydaellaan, waarbij tegelijkertijd de kruispunten met de G. Gezellestraat/Helststraat en Leugstraat/Vluchtenburgstraat zouden verdwijnen. In 2015 werd aangekondigd dat de ondertunneling bij de kruising met de Langlaarsesteenweg/Bist eerst zou aangepakt worden. In september 2016 werd er een conceptstudie aangekondigd naar mogelijke ontwerpvarianten voor de twee gevaarlijkste kruispunten op de A12 (Bist/Langlaarsesteenweg en Kontichsesteenweg). De resultaten worden verwacht in begin 2018. Wanneer de werken echt van start gaan, is echter nog niet geweten, aangezien er nog geen budget voor is vastgelegd.
In 2018 stond het kruispunt van de A12 met Bist/Langlaarsteenweg op nummer 1 in de nieuwe 'dynamische' lijst met zwarte punten van Vlaanderen. Op basis van ongevallencijfers van de periode 2014-2016 bleek dit kruispunt het meest gevaarlijke van Vlaanderen. Het kruispunt van de A12 met de Cleydaellaan en de Kontichsesteenweg (ook in Aartselaar) stond op nummer 2.
Op 26 juni 2018 kondigde het Agentschap Wegen & Verkeer het plan aan om in 2022 te beginnen met de aanleg van een sleuf van de Bist/Langlaarsesteenweg tot voorbij het kruispunt Atomiumlaan. Hierdoor zouden alle gelijkgrondse kruispunten met de A12 verdwijnen en de verkeersveiligheid verhoogd. Deze sleuf zou aansluiten op de bestaande sleuf in het zuiden (Schelle) en het viaduct van Wilrijk. Dit kadert in de omvorming van de A12 tot een volwaardige snelweg.
In het najaar van 2023 werden hiervoor 3 alternatieven voorgesteld. 
In februari 2024 maakte de Vlaamse regering de keuze bekend voor een. voorkeurstracé met 3 korte tunnels,  bovengronds conflictvrije kruispunten en dubbelrichtingsfietspaden aan weerszijden van de weg. 